# Plateau oceanico

La mappa mostra la posizione dei plateau oceanici (in verde) nella regione oceaniana del Pacifico meridionale.

Un plateau oceanico, detto anche pianoro oceanico o pianoro sottomarino, è una regione del fondale marino piuttosto vasta e relativamente piatta che si eleva, ed è quindi ad una profondità inferiore, rispetto al fondale circostante. Mentre molti plateau oceanici sono composti da crosta continentale e spesso formano un intervallo interrompendo la continuità della scarpata (o pendio) continentale, alcuni di essi sono resti sottomarini di grandi province ignee. In questi ultimi casi, la formazione dei plateau oceanici è l'equivalente sottomarino di quanto accade nel caso dei plateau basaltici continentali come i trappi del Deccan, in India, o l'altopiano del fiume Snake, negli Stati Uniti d'America. Ci sono oltre 180 plateau oceanici sulla Terra, la maggior parte dei quali localizzata nella regione meridionale dell'Oceano Pacifico, e la loro area totale arriva a circa 18486600 km², ossia fino al 5% dell'intero fondale oceanico.
Oggi i geologi ritengono che i plateau oceanici ignei, essendo generalmente meno densi della crosta oceanica ma più densi della comune crosta continente le, possano rappresentare uno stadio di sviluppo di quest'ultima. Tali differenze di densità sono in maggior parte legate al contenuto di alcuni elementi, soprattutto di silicio; mentre la crosta continentale ha un'elevata concentrazione di silicio, ad esempio nelle rocce felsiche (graniti, rioliti, ecc.), infatti, la crosta oceanica ne ha una concentrazione molto inferiore, ad esempio nelle rocce femiche (biotiti, anfiboli, ecc.). Sebbene i plateau siano in genere composti più da rocce femiche che da rocce felsiche, essi hanno una concentrazione di silicio intermedia tra quelle dei due tipi di crosta.
Quando una placca tettonica composta da crosta oceanica subduce al di sotto di un'altra placca nei pressi di un plateau oceanico igneo, le eruzioni che coinvolgono il plateau quando la crosta subdotta fonde durante il suo sprofondare all'interno del mantello terrestre lo arricchiscono con materiale più felsico rispetto a quello che lo compone. Ciò rappresenta un passo verso l'aumento delle caratteristiche di crosta continentale del plateau poiché la densità media della sua composizione diminuisce. Quando poi un plateau oceanico igneo subduce al di sotto di un altro plateau o al di sotto di una crosta oceanica, le eruzioni derivanti dal processo producono materiale ancora più felsico che si va ad aggiungere alla formazione geologica soprastante e così via.

## Lista dei maggiori plateau oceanici

### Plateau oceanici continentali
- Plateau Campbell (Oceano Pacifico meridionale)
- Lord Howe Rise (Oceano Pacifico meridionale)
- Plateau Challenger (Oceano Pacifico meridionale)
- Chatham Rise (Oceano Pacifico meridionale)

### Plateau oceanici ignei
- Plateau di Agulhas[4] (Oceano Indiano sudoccidentale)
- Dorsale di Broken (Oceano Indiano meridionale)
- Dorsale Chagos-Laccadive (Oceano Indiano)
- Plateau caraibico-colombiano (Oceano Pacifico)
- Plateau Exmouth (Oceano Indiano meridionale)
- Plateau di Hikurangi (Oceano Pacifico sudoccidentale)
- Plateau delle Kerguelen (Oceano Indiano meridionale)
- Plateau di Manihiki (Oceano Pacifico sudoccidentale)
- Plateau delle Mascarene (Oceano Indiano)
- Plateau Naturaliste (Oceano Indiano)
- Plateau di Ontong Java (Oceano Pacifico sudoccidentale)
- Altura di Šatskij (Oceano Pacifico settentrionale)
- Plateau di Vøring (Oceano Atlantico settentrionale)
- Rilievo di Wrangellia (Oceano Pacifico nordorientale)
- Plateau di Yermak (Oceano Artico)